# Mauro Pelosi
(Mauro Pelosi, Vent'anni di galera)
Mauro Pelosi (Roma, 26 agosto 1949) è un cantautore italiano.

## Biografia
Cantautore romano (ma al di fuori del circuito del Folkstudio e della scuola romana), si trasferisce a Milano, e dopo le prime esibizioni nella sua città riesce ad ottenere un contratto discografico con la Belldisc, che però lo tiene "parcheggiato" senza fargli incidere alcun disco.
Dopo una pausa dovuta al servizio militare, ritenta e riesce a firmare con la Polydor, con cui debutta nel 1972 con il 45 giri Vent'anni di galera/Suicidio, contenente due canzoni che vengono inserite nel suo primo album La stagione per morire, caratterizzato da testi estremamente pessimistici e da musiche in stile cantautore, arrangiate da Detto Mariano.
Il disco ottiene un buon successo nella programmazione radiofonica dell'epoca, ed alcuni brani vengono spesso trasmessi in programmi come Per voi giovani, Supersonic ed Alto gradimento. Inoltre la title track La stagione per morire ottiene molte recensioni positive (così scrive Fabrizio Cerqua su Ciao 2001: «Le canzoni di Mauro Pelosi, giovanissimo cantautore, sono bellissime poesie, riflessioni di vita vissuta, quasi sempre amare, nelle quali coesistono paure, insicurezza, amore. Parole ove la musica si fonde con il "discorso" e ne esalta il contenuto»).
L'anno successivo il brano Vent'anni di galera (canzone d'amore in cui il protagonista augura alla donna che lo ha lasciato una condanna, appunto, a vent'anni di carcere, per avergli distrutto la vita) viene ripubblicato su 45 giri con un nuovo lato B, E dire che a maggio, canzone che era stata incisa l'anno precedente da I Gatti Rossi (gruppo il cui cantante solista era Santino Rocchetti).
Sempre nel 1973 viene pubblicato il secondo album Al mercato degli uomini piccoli, arrangiato da Pinuccio Pirazzoli, in cui i testi con tematiche esistenzialiste (in cui il tema dell'amore può essere visto come ipotetica ancora di salvezza) si accompagnano a musiche vicine al rock progressivo, suscitando interesse in Giappone e Corea del Sud, dove il disco viene pubblicato.
Così lo stesso Pelosi, intervistato da Fiorella Gentile, parla dell'album:
Lo stesso anno partecipa al Festival Pop di Viterbo insieme ad altri artisti come Alan Sorrenti e molti altri.
Dopo una pausa di qualche anno, Pelosi si ripresenta al pubblico con l'album Mauro Pelosi, arrangiato nuovamente da Pinuccio Pirazzoli e con la collaborazione, tra gli altri, di Edoardo Bennato, che suona l'armonica a bocca ne L'investimento, e Ricky Belloni alle chitarre. Tra le canzoni sono da ricordare Claudio e Francesco, storia d'amore omosessuale, Ho fatto la cacca ed Una lecca lecca d'oro (pubblicato su 45 giri). Le vendite però sono deludenti.
Nel 1979 esce il suo quarto album, Il signore dei gatti, senza grossa fortuna, nonostante le sonorità più ariose e le liriche più elaborate.
Si dedica quindi ad altre attività (tra cui la gestione di un locale a Trastevere, il Cielo, insieme a Romano Rocchi), continuando comunque a comporre, ed avvicinandosi alla musica elettronica.
Nel 2009 è stato ristampato in CD dalla Universal l'album Al mercato degli uomini piccoli, ed all'inizio del 2010 il brano omonimo ha avuto largo spazio nella rubrica Coppa Rimetti del programma radiofonico Il ruggito del coniglio di Radio Due.
Nel settembre 2019 pubblica il nuovo album Acqua Sintetica, un concept che ruota attorno alla figura di un clone ed ambientato in un ipotetico futuro, ancora una volta arrangiato e prodotto da Pirazzoli.

## Discografia
Album in studio
- 1972 - La stagione per morire (Polydor, 2448 010)
- 1973 - Al mercato degli uomini piccoli (Polydor, 2448 017)
- 1977 - Mauro Pelosi (Polydor, 2448 056)
- 1979 - Il signore dei gatti (Polydor, 2448 092)
- 2019 - Acqua sintetica (Diapason Recording)

Raccolte
- 1978 - Mauro Pelosi (Polydor, 2449 014)

Singoli
- 1972 - Vent'anni di galera/Suicidio (Polydor, 2060 037)
- 1973 - Vent'anni di galera/E dire che a maggio (Polydor, 2060 057)
- 1973 - Al mercato degli uomini piccoli/Ti porterò via (Polydor, AS 243)
- 1973 - No io scherzo/Mi piacerebbe diventar vecchio insieme a te (Polydor, AS 244)
- 1976 - Una lecca lecca d'oro/L'investimento  (Polydor, 2060 129)
- 1979 - Al passo del lupo/La voglia di...  (Polydor, 2060 202)